# Witold Lutosławski
Witold Roman Lutosławski (25. ledna 1913, Varšava – 7. února 1994, tamtéž) byl polský hudební skladatel a dirigent. Byl jedním z nejvýznamnějších skladatelů 20. století.

## Život

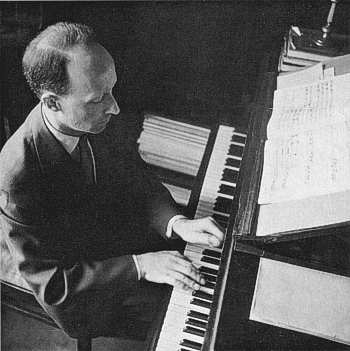
Witold Lutosławski v roce 1952

Witold Roman Lutosławski se narodil 25. ledna 1913 ve Varšavě jako nejmladší ze tří bratrů. Lutoslawského rodiče pocházeli z polské venkovské šlechty. Rodina vlastnila majetek v Drozdovu v Podleském vojvodství. Otec, Józef Lutosławski, se politicky angažoval v Polské národní demokratické straně ("Endecja"). V roce 1915 uprchli před pruskými vojsky do Moskvy, kde otec organizoval polské legie s cílem osvobodit Polsko. Domníval se, že Rusko by mohlo garantovat bezpečnost nového polského státu. Po bolševické revoluci v roce 1917 nová vláda sjednala s Německem mír a aktivity Józefa Lutosłavského se dostaly do rozporu s bolševickým režimem. Byl zatčen spolu se svým bratrem, uvězněn a v září roku 1918 popraven.
Zbytek rodiny se po válce vrátil do nezávislého Polska, ale svůj majetek našli v dezolátním stavu. Po nepříliš neúspěšných pokusech o obnovu hospodářství se Witoldova matka vrátila do Varšavy a pracovala jako lékařka a překládala z angličtiny knihy pro děti. Od šesti let hrál Witold na klavír a ve Varšavě od roku 1924 navštěvoval Gymnázium Štěpána Báthoryho. Od roku 1925 studoval hru na housle na Varšavské hudební škole. V roce 1931 vstoupil na Varšavskou univerzitu, kde studoval matematiku a vedle toho navštěvoval kompoziční oddělení na konzervatoři. Jeho učitelem byl známý polský skladatel Witold Maliszewski, žák Nikolaje Rimského-Korsakova. V roce 1933 zanechal hry na housle, opustil i studium matematiky a zcela se soustředil na klavír a na skladbu. Klavírní třídu absolvoval u profesora Jerzyho Lefelda v roce 1936 a kompoziční oddělení o rok později.
V roce 1939 dokončil své Symfonické variace, které měly premiéru v polském rozhlase. Jeho plány na další studium v Paříži přerušila Druhá světová válka. Lutosławski byl mobilizován a sloužil jako radista v Krakovské armádě. Brzy byl zajat Němci, během pochodu do zajateckého tábora se mu však podařilo uprchnout. Jeho bratr byl zajat sovětskými vojáky a zemřel v pracovním táboře na Sibiři.
Vydělával si na živobytí hrou na klavír po varšavských kavárnách. S přítelem, skladatelem Andrzejem Panufnikem, vytvořil klavírní duo. V té době byly koncerty, jako všechna veřejná shromáždění, okupanty zakázány a kavárna byla jediné místo, kde se mohla veřejně provozovat hudba. Uváděli vlastní úpravy skladeb širokého žánrového rozsahu. Mezi jinými to byly později známé Variace na Paganiniho téma. V kavárně Aria se také Lutoslawski setkal se svou budoucí ženou Marií Danutou Bogusławskou, sestrou spisovatele Stanisława Dygata.
Lutosławski opustil v červenci 1944 s matkou Varšavu, jen několik dní před vypuknutím Varšavského povstání. Vzal sebou pouze několik partitur a náčrtků. Zbytek jeho hudby byl ztracen během destrukce Varšavy i jejich rodinného sídla v Drozdowu. Do zničené Varšavy se Lutoslawski vrátil až po podepsání Dohody o přátelství, vzájemné pomoci a poválečné spolupráci mezi SSSR a Polskem v dubnu 1945.
V poválečných letech dokončil svou 1. symfonii, jejíž rukopis zachránil při útěku z Varšavy. Poprvé byla provedena v roce 1948. Zkomponoval také hudbu k filmu popisujícímu rekonstrukci Varšavy, která bývá uváděna samostatně jako Varšavská suita, sbírku polských lidových koled a několik klavírních skladeb.
V roce 1945 byl zvolen tajemníkem a pokladníkem nově ustaveného Svazu polských skladatelů (ZKP — Związek Kompozytorów Polskich). O rok později se oženil s Marií Danutou Bogusławskou. Ta se mu stala celoživotní oporou. Stala se jeho kopistkou a její grafické nadání mu pomohlo řešit problémy spojené s notací svých pozdějších skladeb.
Komunistický režim, který vládl v následujících letech v Polsku, přijal tzv. Ždanovovu doktrínu v kultuře. Skladatelé byli povinni komponovat pouze ve stylu socialistického realismu. Jakékoliv moderní umělecké směry byly potlačovány a zakazovány. Tato doktrína ovládla i Svaz skladatelů a Lutosławski se funkcí ve výboru vzdal. Jeho 1. symfonie byla prohlášena za formalistickou a většina jeho tvorby byla ignorována. Po Stalinově smrti v roce 1953 došlo v Polsku k mírnému uvolnění. Obdržel Cenu ministerského předsedy za cyklus dětských písní a Varšavská filharmonie s velkým úspěchem uvedla jeho Koncert pro orchestr, za který následujícího roku získal dvě státní ceny.
V roce 1956 vznikl z iniciativy skladatelů Tadeusze Bairda a Kazimierza Serockého Mezinárodní hudební festival soudobé hudby Warszawska Jesień (Varšavský podzim). První festival soudobé hudby v zemích sovětského bloku. Na tomto festivalu zazněla v roce 1958 jeho Musique funèbre, komponovaná k desátému výročí smrti Bély Bartóka. Tato skladba si získala mezinárodní pozornost. Byla oceněna výroční Cenou Svazu skladatelů a Cenou IRC (International Rostrum of Composers). Na této skladbě a na Pěti písních z let (1956–1957) se rozvíjelo autorovo harmonické a kontrapunktické myšlení. Zavedl svůj specifický způsob dvanáctitónového systému a pokusil se o zavedení prvku náhodnosti (aleatorika) do svých skladeb. Tyto prvky se staly charakteristické pro jeho další tvorbu.
Vedle skladeb vážné hudby komponoval v letech 1957–1963 pod pseudonymem Derwid i populární a taneční skladby. Byly to jednak dozvuky jeho kavárenského hraní v době 2. světové války a jednak vznikaly i z podnětu známé polské kabaretní zpěvačky Kaliny Jędrusikové, která byla jeho švagrovou.
V roce 1963 uvedl Lutosławski na hudebním festivalu v Záhřebu Trois poèmes d'Henri Michaux pro sbor a orchestr. Od té doby se datuje nepřetržitá řada zahraničních úspěchů. Jeho skladby uváděla přední světová hudební tělesa a umělci, jako např. skladatelé a dirigenti Benjamin Britten, Pierre Boulez Paul Sacher, zpěvák Peter Pears, violoncellista Mstislav Rostropovič a další. Získal také velké množství státních cen i cen na zahraničních festivalech.
Okolo roku 1980 začalo v Polsku docházet k převratným změnám. V roce 1978 byl zvolen papežem Jan Pavel II., v roce 1980 vzniklo odborové hnutí Solidarita vedené Lechem Wałęsou a v roce 1981 vyhlásil předseda polské vlády generál Wojciech Jaruzelski výjimečný stav, ve snaze zabránit šířícímu se vlivu Solidarity. Lutosławski odmítl jakoukoliv spolupráci s polskou vládou a na podporu Solidarity předal nahrávku prvního provedení své 3. symfonie, aby byla hrána v gdaňském chrámu stávkujícím dělníkům. V roce 1983 byl odměněn Cenou solidarity.
Za své dílo i občanské postoje získal po světě řadu cen, čestných doktorátů apod. Hodně cestoval a uváděl svá díla. V devadesátých letech však onemocněl rakovinou. Na počátku roku 1994 byl operován, ale 7. února téhož roku zemřel ve věku 81 let. Je pochován ve Varšavě, na hřbitově Powązkowskim. Krátce po něm zemřela i jeho žena Danuta.

## Ocenění

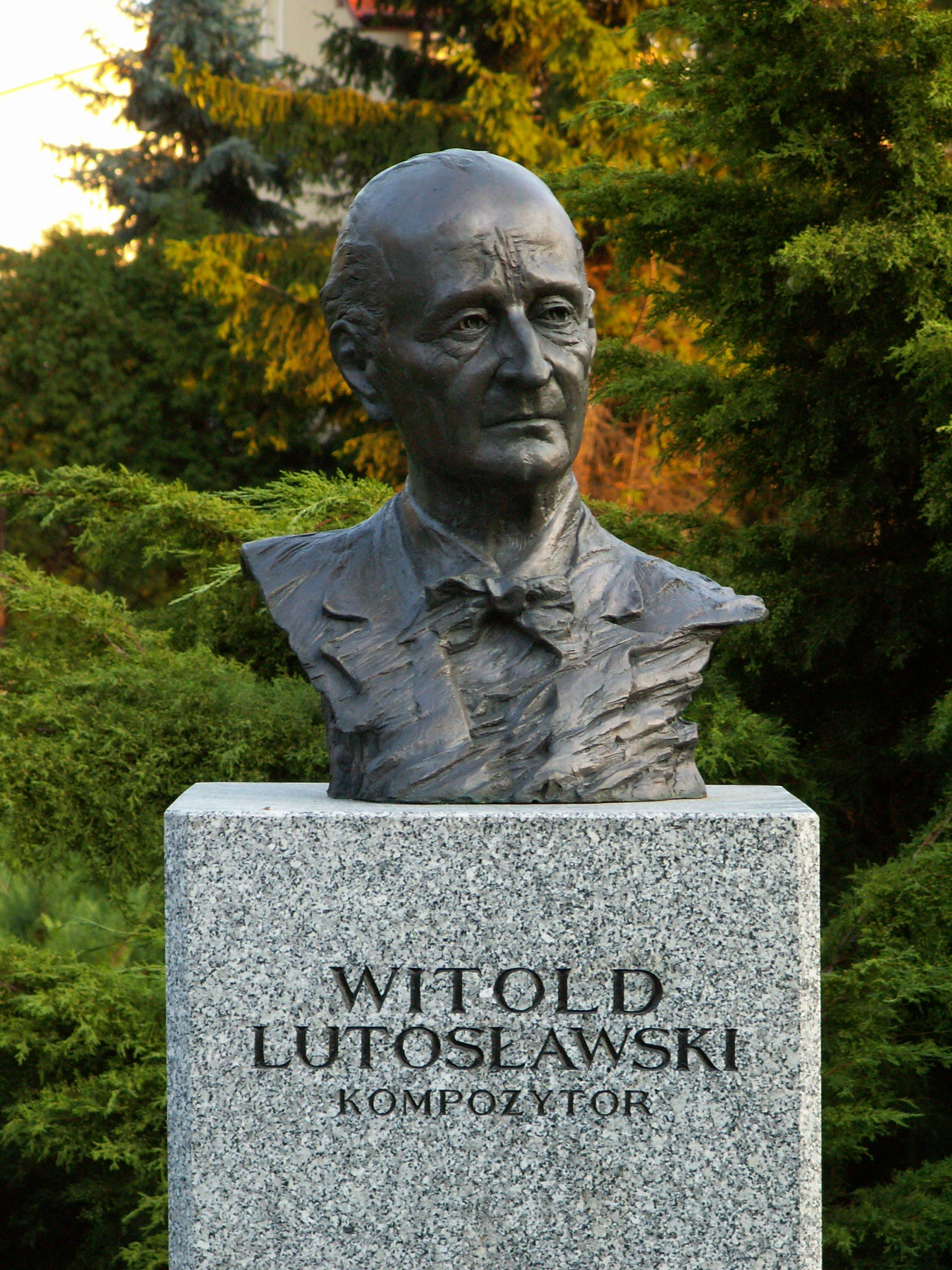
Busta Witolda Lutosławského v Kielcích

### Státní vyznamenání
- Státní cena prvního stupně (1955, 1964, 1978)
- Řád budování Polska (1977)
- Řád bílého orla (1994)
- Kavalírský kříž Řádu znovuzrozeného Polska (1953)
- Řád práce II. třídy (1955)

### Zahraniční vyznamenání
- Cena Mezinárodní tribuny skladatelů UNESCO v Paříži (1959, 1962, 1964, 1968)
- Koussevitzky Prix Mondial du Disque (1964, 1976, 1986)
- Grand Prix du Disque de L’Académie Ch. Cross (1965, 1971)
- Cena Nadace Alfreda Jurzykowskiego (New York, 1966)
- Cena G. v. Herdera (Vídeň, 1967)
- Cena Léonie Sonning (Kodaň, 1967)
- Cena M. Ravela (Paříž, 1971)
- Cena J. Sibelia (Helsinki, 1973)
- Cena E. v. Siemense (Mnichov, 1983)
- Cena Ch. Grawemeyera (Louisville 1985)
- Cena královny Žofie (Madrid. 1985)
- Polar Music Prize (1993)
- Kyoto Prize (1993)

### Doktor honoris causa
- Uniwersytet Warszawski (1973)
- Uniwersytet Mikołaja Kopernika w Toruniu (1980)
- Uniwersytet Jagielloński (1984)
- University of Cambridge (1987)
- Akademia Muzyczna im. Fryderyka Chopina (1988)

Dále byl členem akademií umění a věd v mnoha státech Evropy a v USA. Jeho jméno nese řada hudebních a vědeckých institucí. 18. září 2013 dala Národní banka polská do oběhu mince s portrétem skladatele v nominálních hodnotách 200 zł, 10 zł a 2 zł. Sejm Polské republiky vyhlásil rok 2013 rokem Witolda Lutosławského.

## Dílo

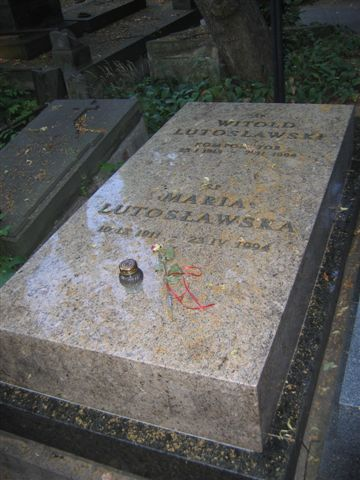
Hrob Witolda Lutoslawského

### Orchestrální skladby
- Symfonické variace (1936–1939)
- I. symfonie (1941–1947)
- Ouvertura pro smyčce (1949)
- Malá suita pro komorní orchestr (1950)
- Koncert pro orchestr (1950–1954)
- Musique funèbre (Muzyka żałobna), pro smyčcový orchestr (1954–1958)
- Tři postludia pro orchestr (1958–1963)
- Jeux vénitiens (Gry weneckie) (1960–1961)
- II. symfonie (1965–1967)
- Livre pour orchestre (1968)
- Koncert pro violoncello a orchestr (1969–1970)
- Preludium a fugapro smyčce (1970–1972)
- Mi-Parti (1978–1979)
- Novelette (1978–1979))
- Dvojkoncert pro hoboj, harfu a orchestr (1979–1980)
- III. symfonie (1981–1983)
- Řetěz I., (Łańcuch I) pro komorní soubor (1983)
- Řetěz II., dialog pro housle a orchestr (1984–1985)
- Řetěz III. pro orchestr (1986)
- IV. symfonie (1988–1992)
- Fanfáry pro Louisville pro dechové a bicí nástroje (1985)
- Koncert pro klavír a orchestr (1987–1988)
- Preludium pro G.M.S.D. (1989)
- Interludium pro orchestr (1989)
- Charham pro orchestr (1979)

### Komorní skladby
- Sonáta pro klavír (1934)
- Variace na Paganiniho téma pro 2 klavíry (1941, úprava pro klavír a orchestr 1978)
- Melodie ludowe pro klavír (1945)
- Recitativo e Arioso, pro housle a klavír (1951)
- Bukoliki pro klavír (1952)
- Preludia taneczne pro klarinet a klavír (1954, úprava pro klarinet a orchestr 1955))
- Smyčcový kvartet (1964)
- Epitafium pro hoboj a klavír (1979)
- Grave, pro violoncello a klavír (1981, úprava pro violoncello a orchestr 1981)
- Mini Overture, pro dechový kvintet (1982)
- Partita, pro housle i klavír (1984, orchestrální úprava 1989)
- Slides, pro komorní soubor (1988)
- Subito, pro housle a klavír (1992)

### Vokální skladby
- Lacrimosa (fragment Requiem; 1937)
- Slezský triptych pro soprán a orchestr (1951)
- Pięć pieśni do słów K. Iłłakowiczówny pro sopran i klavír lub orkiestrę (1957; 1958)
- Trois poèmes d’Henri Michaux pro sbor a orchestr (1961–1963)
- Paroles tissées pro tenor a komorní orchestr (1965)
- Les Espaces du Sommeil pro baryton a orchestr (1975)
- Chantefleurs et Chantefables pro soprán a orchestr (1989–1990)
- Pieśni walki podziemnej (1942–1944)
- Dwadzieścia kolęd, (1946)